# Cseresznye (faanyag)
A cseresznye, cseresznyefa középkemény lombos faanyag, leginkább az erdőkben növő vadcseresznye, madárcseresznye (Prunus avium) anyaga.

## Az élő fa
Dél-eurázsiai (-mediterrán) flóraelem, Síksági-hegyvidéki fa.
Magassága 20…26 m. Kérgének külső része fényes bőrpara, később keresztirányú szalagokban hasad le, idősebb korban a tőnél hosszában repedezett, fekete, durva felületű. Kéregvastagsága 1…3 cm.

## A faanyag
Szíjácsa keskeny, sárgás vagy halvány vöröses, gesztje világos vörösesbarna, barnás-zöldes csíkoltsággal. A csíkok a korai pásztában jelentkeznek. Az edények a korai pásztában sűrűek, likacsgyűrűt alkotnak, de a késői pásztában szórtan helyezkednek el. Bélsugarai kicsik, szabad szemmel csak a sugármetszeten láthatók vékony csíkok formájában.

## Felhasználása
SzárításKönnyen és jól szárítható kis hajlammal a vetemedésre.
MegmunkálásMinden szerszámmal jól és könnyen megmunkálható. Gőzölve jól hajlítható.
RögzítésJól szegelhető, csavarozható. Jól ragasztható.
FelületkezelésGyakran pácolják, a vöröses tónust kihangsúlyozva „tüzesítik”. Jól lakkozható.
TartósságNem időjárásálló.
Bútor, furnér, esztergálás céljára használható.